# جيرالد لاينغ
جيرالد لاينغ (بالإنجليزية: Gerald Laing)‏ هو نحات أمريكي، ولد في 11 فبراير 1936 في نيوكاسل أبون تاين في المملكة المتحدة، وتوفي في 23 نوفمبر 2011.